# فيلي نوجتون
فيلي نوجتون (بالإنجليزية: Willie Naughton)‏ هو لاعب كرة قدم بريطاني في مركز نصف الجناح، ولد في 20 مارس 1962 في Catrine ‏ في المملكة المتحدة. لعب مع بريستون نورث إيند وشروزبري تاون ونادي تشورلي ونادي والسول.